# Масвидаль, Хорхе
Хо́рхе Масвида́ль (англ. Jorge Masvidal; род. 12 ноября 1984, Майами) — американский боец смешанного стиля, представитель лёгкой и полусредней весовых категорий. Выступает на профессиональном уровне начиная с 2003 года, известен по участию в турнирах таких бойцовских организаций как UFC, Bellator, Strikeforce, World Victory Road и др.
 Установил рекорд UFC, нокаутировав Бена Аскрена за 5 секунд.

## Биография
Хорхе Масвидаль родился 12 ноября 1984 года в городе Майами, штат Флорида, его отец имеет кубинское происхождение, а мать — перуанское. С детства увлекался уличными боями и с четырнадцати лет начал участвовать в уличных боях, на YouTube есть множество любительских записей его боёв, в том числе есть запись победы над неким Рэем, протеже знаменитого Кимбо Слайса. Во время учёбы в старшей школе Хорхе серьёзно занимался борьбой, но из-за своего образа жизни обучение так и не окончил, решив стать профессиональным бойцом.

### Начало профессиональной карьеры
Дебютировал в смешанных единоборствах на профессиональном уровне в мае 2003 года, отправив своего соперника в нокаут в первом же раунде. Начинал бойцовскую карьеру в Форт-Лодердейле в местном небольшом промоушене Absolute Fighting Championship, где одержал в общей сложности семь побед и завоевал вакантный титул чемпиона в полусредней весовой категории. Первое в карьере поражение потерпел в апреле 2005 года — единогласным решением судей от бразильца Рафаэла Асунсана.
В период 2006—2007 годов выиграл три поединка в организации BodogFIGHT. В 2008 году довольно успешно дрался в Японии в достаточно крупном промоушене World Victory Road, где проиграл бразильцу Родригу Дамму, но затем в резервных боях гран-при лёгкого веса победил Райана Шульца и Пан Тхэ Хёна.

### Bellator
В 2009 году Масвидаль присоединился к новосозданной американской организации Bellator и успешно выступил на самом первом её турнире. Участвовал в розыгрыше первого гран-при Bellator в лёгком весе, но сумел дойти здесь только до стадии полуфиналов — в поединке с Тоби Имадой попался в обратный «треугольник» и, не желая сдаваться, потерял сознание, в результате чего была зафиксирована техническая сдача. Впоследствии порталами Sherdog и MMA Junkie этот болевой приём был признан лучшим приёмом года.

### Strikeforce
Ещё с 2007 года Масвидаль периодически выступал на турнирах Strikeforce, в 2011 году он начал сотрудничать с этой организацией более активно и вскоре удостоился права оспорить титул чемпиона в лёгком весе, который на тот момент принадлежал Гилберту Мелендесу. Чемпионское противостояние между ними продлилось все отведённые пять раундов, в итоге судьи единогласно отдали победу Мелендесу, сохранив за ним чемпионский пояс.
Продолжая выступать в Strikeforce, в 2012 году раздельным решением победил Джастина Уилкокса, после чего ему в соперники предлагали Бобби Грина и Пэта Хили — эти бои в итоге так и не состоялись, поскольку сама организация прекратила своё существование, а все сильнейшие бойцы перешли оттуда в более крупный промоушен Ultimate Fighting Championship.

### Ultimate Fighting Championship
Хорхе Масвидаль находился на эксклюзивном контракте UFC в течение нескольких последующих лет, встречаясь здесь с сильнейшими бойцами мира лёгкой и полусредней весовых категорий. Так, в 2013 году он вышел в октагон против россиянина Рустама Хабилова и, хоть и проиграл ему единогласным решением, заработал бонус за лучший бой вечера.
В июле 2015 года отправил в нокаут бразильца Сезара Феррейру и был награждён призом за лучшее выступление вечера.
Ещё один бонус за лучшее выступление вечера получил в январе 2017 года в поединке с Дональдом Серроне, завершившемся техническим нокаутом во втором раунде. Тем не менее, оставшуюся часть года провёл не очень удачно, последовали поражения решениями от Демиана Майи и Стивена Томпсона.
16 марта 2019 года на турнире UFC Fight Night: Till vs. Masvidal в Лондоне Масвидаль встретился с Дарреном Тиллом, молодым топовым проспектом полусреднего дивизиона UFC, который на момент боя имел 17 побед и только одно поражение сдачей от чемпиона Тайрона Вудли в бою за титул. Тилл считался фаворитом в этом бою, однако, во втором раунде боя Масвидаль на скачке нанес мощный боковой удар рукой в голову Тилла, тем самым отправив того в глубокий нокаут и одержав победу над британцем на глазах его шокированных соотечественников. Для Тилла это было первое поражение нокаутом за всю карьеру. Таким ярким возвращением Масвидаль вновь привлек к себе внимание мира MMA.
Следующий бой Масвидаля состоялся 6 июля 2019 года на турнире UFC 239, где его соперником стал непобежденный американский боец Бен Аскрен. На момент боя профессиональный рекорд Аскрена состоял из 19 побед и ни одного поражения. Многие аналитики считали Аскрена безусловным фаворитом в этом бою ещё и по той причине, что Аскрен является первоклассным борцом и каждый из его боев проходил преимущественно на земле, в то время как Масвидаль в данном аспекте значительно уступает своему оппоненту. Предстоящее противостояние также обострялось личной неприязнью между бойцами, в рамках которой Аскрен часто высмеивал бойцовские навыки Масвидаля, ставя под сомнение способность последнего противостоять его навыкам борьбы, а Масвидаль в свою очередь обещал жестоко расправиться с Аскреном в октагоне. Так или иначе, уже в первые секунды боя Масвидаль стремительно побежал на своего соперника и нанёс Аскрену сокрушительный удар коленом в прыжке в голову, тем самым отправив его в глубокий нокаут. Масвидаль добил в лицо обездвиженное тело Аскрена и одержал победу нокаутом за 5 секунд первого раунда, тем самым установив новый рекорд как самый быстрый нокаут в истории UFC. Для Бена Аскрена это стало самым первым и горьким поражением за всю карьеру, в то время как Масвидаль вновь вернулся на топовые позиции рейтинга бойцов полусреднего дивизиона.
После победы Нейта Диаза, над Энтони Петтисом, в рамках турнира UFC 241, Нейт объявил что только что провел защиту титула «Baddest Mother Fucker» который сам и придумал. Сразу же после этого, Нейт вызвал на следующий поединок Хорхе Масвидаля, положительно оценил его поединок с Беном Аскреном и назвал его «настоящим гангстером». По словам Нейта, Хорхе один из немногих, с кем ему было бы интересно сразиться.
Вокруг данного заявления поднялся большой ажиотаж и Дэйна Уайт объявил что планирует организовать данный бой, а наградой победителю в нём станет новый пояс BMF.(«Пояс самого опасного ублюдка в игре»). Друживший с Дуэйном «Скалой» Джонсоном Хорхе, попросил актёра вручить победителю боя учрежденный пояс.
Данный бой стал главным событием UFC 244. В перерыве, между третьим и четвёртым раундом, после рассечения которое нанес Хорхе Нейту, бой был остановлен по решению врача. Масвидаль стал обладателем пояса «Baddest Mother Fucker».
12 июля 2020 на турнире UFC 251 Масвидаль встретился с чемпионом Камару Усманом в бою за титул чемпиона UFC в полусреднем весе. Бой прошел в спокойной манере под диктовку Усмана и завершился поражением для Масвидаля единогласным решением судей.
24 апреля 2021 на турнире UFC 261 Масвидаль вновь встретился с Камару Усманом. В процессе боя Усман традиционно предпринимал попытки борьбы, однако, Масвидалю удавалось их нивелировать, и бой преимущественно проходил в стойке, где Масвидаль улыбался и насмехался над соперником, который по его мнению уступал ему в данном аспекте. Однако, во втором раунде Усман провел сокрушительный удар правой рукой в челюсть Масвидаля, после чего последний был отправлен в нокдаун. Усман нанес еще несколько тяжелых хаммерфистов по челюсти тяжело потрясенного Масвидаля и окончательно добил его, отправив Масвидаля в глубокий нокаут. Таким образом, Масвидаль во второй раз упустил титульный шанс в бою с Усманом. Несмотря на формальное поражение техническим нокаутом в бою с Родригу Даммом в 2008 году (в том бою Масвидаль был отправлен в нокдаун, после чего рефери по мнению фанатов крайне преждевременно остановил бой, в то время как Масвидаль даже не был потрясен) поражение в бою с Камару Усманом стало первым случаем за всю карьеру Масвидаля, когда он был отправлен в настоящий нокаут.
8 апреля 2023 года после поражения Гилберту Бернсу на UFC 287 объявил о завершении карьеры.

## Статистика в профессиональном ММА
| Боёв 52  | Побед 35 | Поражений 17 |
| -------- | -------- | ------------ |
| Нокаутом | 16       | 2            |
| Сдачей   | 2        | 2            |
| Решением | 17       | 13           |

| Результат | Рекорд | Соперник          | Способ                                   | Турнир                                  | Дата             | Раунд | Время | Место                   | Примечание                                                      |
| --------- | ------ | ----------------- | ---------------------------------------- | --------------------------------------- | ---------------- | ----- | ----- | ----------------------- | --------------------------------------------------------------- |
| Поражение | 35-17  | Гилберт Бёрнс     | Единогласное решение                     | UFC 287                                 | 8 апреля 2023    | 3     | 5:00  | Майями, Флорида, США    | Объявил о завершении карьеры.                                   |
| Поражение | 35-16  | Колби Ковингтон   | Единогласное решение                     | UFC 272                                 | 5 марта 2022     | 5     | 5:00  | Лас-Вегас, США          | Бой вечера.                                                     |
| Поражение | 35-15  | Камару Усман      | KO (удар рукой)                          | UFC 261                                 | 24 апреля 2021   | 2     | 1:02  | Джэксонвилл, США        | Бой за титул чемпиона UFC в полусреднем весе.                   |
| Поражение | 35-14  | Камару Усман      | Единогласное решение                     | UFC 251                                 | 12 июля 2020     | 5     | 5:00  | Абу-Даби, ОАЭ           | Бой за титул чемпиона UFC в полусреднем весе.                   |
| Победа    | 35-13  | Нейт Диас         | TKO (остановка врачом)                   | UFC 244                                 | 2 ноября 2019    | 3     | 5:00  | Нью-Йорк, США           | Выиграл введённый пояс BMF.                                     |
| Победа    | 34-13  | Бен Аскрен        | Нокаут (удар коленом в прыжке)           | UFC 239                                 | 6 июля 2019      | 1     | 0:05  | Лас-Вегас, США          | Самый быстрый нокаут в истории UFC. Выступление вечера.         |
| Победа    | 33-13  | Даррен Тилл       | KO (удар рукой)                          | UFC Fight Night: Till vs. Masvidal      | 16 марта 2019    | 2     | 3:05  | Лондон, Англия          | Выступление вечера. Бой вечера.                                 |
| Поражение | 32-13  | Стивен Томпсон    | Единогласное решение                     | UFC 217                                 | 4 ноября 2017    | 3     | 5:00  | Нью-Йорк, США           |                                                                 |
| Поражение | 32-12  | Демиан Майя       | Раздельное решение                       | UFC 211                                 | 13 мая 2017      | 3     | 5:00  | Даллас, США             |                                                                 |
| Победа    | 32-11  | Дональд Серроне   | TKO (удары руками)                       | UFC on Fox: Shevchenko vs. Peña         | 28 января 2017   | 2     | 1:00  | Денвер, США             | Выступление вечера.                                             |
| Победа    | 31-11  | Джейк Элленбергер | TKO (удары руками)                       | The Ultimate Fighter 24 Finale          | 3 декабря 2016   | 1     | 4:05  | Лас-Вегас, США          |                                                                 |
| Победа    | 30-11  | Росс Пирсон       | Единогласное решение                     | UFC 201                                 | 30 июля 2016     | 3     | 5:00  | Атланта, США            |                                                                 |
| Поражение | 29-11  | Лоренз Ларкин     | Раздельное решение                       | UFC Fight Night: Almeida vs. Garbrandt  | 29 мая 2016      | 3     | 5:00  | Лас-Вегас, США          |                                                                 |
| Поражение | 29-10  | Бенсон Хендерсон  | Раздельное решение                       | UFC Fight Night: Henderson vs. Masvidal | 28 ноября 2015   | 5     | 5:00  | Сеул, Южная Корея       |                                                                 |
| Победа    | 29-9   | Сезар Феррейра    | KO (удары руками)                        | The Ultimate Fighter 21 Finale          | 12 июля 2015     | 1     | 4:22  | Лас-Вегас, США          | Вернулся в полусредний вес. Выступление вечера.                 |
| Поражение | 28-9   | Эл Яквинта        | Раздельное решение                       | UFC Fight Night: Mendes vs. Lamas       | 4 апреля 2015    | 3     | 5:00  | Фэрфакс, США            |                                                                 |
| Победа    | 28-8   | Джеймс Краузе     | Единогласное решение                     | UFC 178                                 | 27 сентября 2014 | 3     | 5:00  | Лас-Вегас, США          |                                                                 |
| Победа    | 27-8   | Дарон Крюйкшенк   | Единогласное решение                     | UFC on Fox: Lawler vs. Brown            | 26 июля 2014     | 3     | 5:00  | Сан-Хосе, США           |                                                                 |
| Победа    | 26-8   | Пэт Хили          | Единогласное решение                     | UFC on Fox: Werdum vs. Browne           | 19 апреля 2014   | 3     | 5:00  | Орландо, США            |                                                                 |
| Поражение | 25-8   | Рустам Хабилов    | Единогласное решение                     | UFC: Fight for the Troops 3             | 6 ноября 2013    | 3     | 5:00  | Форт-Кемпбелл, США      | Бой вечера.                                                     |
| Победа    | 25-7   | Майкл Кьеза       | Сдача (удушение д’Арсе)                  | UFC on Fox: Johnson vs. Moraga          | 27 июля 2013     | 2     | 4:59  | Сиэтл, США              |                                                                 |
| Победа    | 24-7   | Тим Минс          | Единогласное решение                     | UFC on Fox: Henderson vs. Melendez      | 20 апреля 2013   | 3     | 5:00  | Сан-Хосе, США           |                                                                 |
| Победа    | 23-7   | Джастин Уилкокс   | Раздельное решение                       | Strikeforce: Rockhold vs. Kennedy       | 14 июля 2012     | 3     | 5:00  | Портленд, США           |                                                                 |
| Поражение | 22-7   | Гилберт Мелендес  | Единогласное решение                     | Strikeforce: Melendez vs. Masvidal      | 17 декабря 2011  | 5     | 5:00  | Сан-Диего, США          | Бой за титул чемпиона Strikeforce в лёгком весе.                |
| Победа    | 22-6   | Кей Джей Нунс     | Единогласное решение                     | Strikeforce: Overeem vs. Werdum         | 18 июня 2011     | 3     | 5:00  | Даллас, США             | Претендентский бой на титул чемпиона Strikeforce в лёгком весе. |
| Победа    | 21-6   | Билли Эванжелиста | Единогласное решение                     | Strikeforce: Feijao vs. Henderson       | 5 марта 2011     | 3     | 5:00  | Колумбус, США           |                                                                 |
| Поражение | 20-6   | Пол Дейли         | Единогласное решение                     | Shark Fights 13: Jardine vs Prangley    | 11 сентября 2010 | 3     | 5:00  | Амарилло, США           | Бой в полусреднем весе; Дейли провалил взвешивание (78 кг).     |
| Победа    | 20-5   | Наоюки Котани     | Раздельное решение                       | ASTRA                                   | 25 апреля 2010   | 3     | 5:00  | Токио, Япония           |                                                                 |
| Поражение | 19-5   | Луис Паломино     | Раздельное решение                       | G-Force Fights 3                        | 2 апреля 2010    | 3     | 5:00  | Майами, США             |                                                                 |
| Победа    | 19-4   | Сатору Китаока    | KO (удары руками)                        | World Victory Road Presents: Sengoku 11 | 7 ноября 2009    | 2     | 3:03  | Токио, Япония           |                                                                 |
| Победа    | 18-4   | Эрик Рейнольдс    | Сдача (удушение сзади)                   | Bellator 12                             | 19 июня 2009     | 3     | 3:33  | Холливуд, США           | Бой в промежуточном весе 72,6 кг.                               |
| Поражение | 17-4   | Тоби Имада        | Техническая сдача (обратный треугольник) | Bellator 5                              | 1 мая 2009       | 3     | 3:22  | Дейтон, США             | Полуфинал гран-при 1 сезона Bellator в лёгком весе.             |
| Победа    | 17-3   | Ник Агаллар       | TKO (удары руками)                       | Bellator 1                              | 3 апреля 2009    | 1     | 1:19  | Холливуд, США           | Четвертьфинал гран-при 1 сезона Bellator в лёгком весе.         |
| Победа    | 16-3   | Пан Тхэ Хён       | Единогласное решение                     | World Victory Road Presents: Sengoku 6  | 1 ноября 2008    | 3     | 5:00  | Сайтама, Япония         | Резервный бой гран-при Sengoku в лёгком весе.                   |
| Победа    | 15-3   | Райан Шульц       | TKO (удары руками)                       | World Victory Road Presents: Sengoku 5  | 28 сентября 2008 | 1     | 1:57  | Токио, Япония           | Резервный бой гран-при Sengoku в лёгком весе.                   |
| Поражение | 14-3   | Родригу Дамм      | TKO (удар рукой)                         | World Victory Road Presents: Sengoku 3  | 8 июня 2008      | 2     | 4:38  | Сайтама, Япония         | Вернулся в лёгкий вес.                                          |
| Победа    | 14-2   | Райан Хили        | Единогласное решение                     | Strikeforce: At The Dome                | 23 февраля 2008  | 3     | 5:00  | Такома, США             | Бой в промежуточном весе 72,6 кг.                               |
| Победа    | 13-2   | Брент Роуз        | TKO (удары руками)                       | Crazy Horse Fights                      | 11 декабря 2007  | 1     | 0:56  | Форт-Лодердейл, США     |                                                                 |
| Победа    | 12-2   | Мэтт Ли           | TKO (удары руками)                       | Strikeforce: Playboy Mansion            | 29 сентября 2007 | 1     | 1:33  | Беверли-Хиллз, США      | Бой в промежуточном весе 72,6 кг.                               |
| Победа    | 11-2   | Ивс Эдвардс       | KO (ногой в голову)                      | BodogFIGHT: Alvarez vs. Lee             | 14 июля 2007     | 2     | 2:59  | Трентон, США            | Бой в лёгком весе.                                              |
| Победа    | 10-2   | Стив Бергер       | Единогласное решение                     | BodogFIGHT: St. Petersburg              | 15 декабря 2006  | 3     | 5:00  | Санкт-Петербург, Россия |                                                                 |
| Победа    | 9-2    | Кит Вишневски     | Решение большинства                      | BodogFIGHT: To the Brink of War         | 22 августа 2006  | 3     | 5:00  | Сан-Хосе, Коста-Рика    |                                                                 |
| Победа    | 8-2    | Нури Шакир        | Единогласное решение                     | Absolute Fighting Championship 17       | 24 июня 2006     | 3     | 5:00  | Форт-Лодердейл, США     | Выиграл вакантный титул чемпиона AFC в полусреднем весе.        |
| Победа    | 7-2    | Дэвид Гарднер     | TKO (удары руками)                       | Absolute Fighting Championship 15       | 18 февраля 2006  | 2     | 0:14  | Форт-Лодердейл, США     | Вернулся в полусредний вес.                                     |
| Поражение | 6-2    | Пол Родригес      | Сдача (удушение сзади)                   | Absolute Fighting Championship 13       | 30 июля 2005     | 1     | 2:27  | Форт-Лодердейл, США     |                                                                 |
| Победа    | 6-1    | Джо Лозон         | TKO (удары руками)                       | Absolute Fighting Championship 12       | 30 апреля 2005   | 2     | 3:57  | Форт-Лодердейл, США     |                                                                 |
| Поражение | 5-1    | Рафаэл Асунсан    | Единогласное решение                     | Full Throttle 1                         | 21 апреля 2005   | 3     | 5:00  | Дулут, Джорджия, США    |                                                                 |
| Победа    | 5-0    | Джастин Вишневски | Решение большинства                      | Absolute Fighting Championship 8        | 1 мая 2004       | 2     | 5:00  | Форт-Лодердейл, США     | Дебют в лёгком весе.                                            |
| Победа    | 4-0    | Джулиан Ортега    | Единогласное решение                     | Absolute Fighting Championship 6        | 3 декабря 2003   | 2     | 5:00  | Форт-Лодердейл, США     |                                                                 |
| Победа    | 3-0    | Роландо Дельгадо  | TKO (удары руками)                       | Absolute Fighting Championship 5        | 5 сентября 2003  | 2     | 2:14  | Форт-Лодердейл, США     |                                                                 |
| Победа    | 2-0    | Брайан Герафти    | Единогласное решение                     | Absolute Fighting Championship 4        | 19 июля 2003     | 2     | 5:00  | Форт-Лодердейл, США     |                                                                 |
| Победа    | 1-0    | Брендон Бледсо    | KO (удары руками)                        | Absolute Fighting Championship 3        | 24 мая 2003      | 1     | 3:55  | Форт-Лодердейл, США     |                                                                 |